# Horst Freitag (Diplomat)
Horst Freitag (* 1955 in Würzburg) ist ein deutscher Diplomat und Leiter der Akademie Auswärtiger Dienst in Berlin. Zuvor war er unter anderem Botschafter in Südafrika.

## Leben
Freitag studierte nach dem Abitur Rechtswissenschaften und legte 1980 sein Erstes Juristisches Staatsexamen an der Rheinischen Friedrich-Wilhelms-Universität Bonn sowie 1984 sein Zweites Juristisches Staatsexamen bei den Justizprüfungsämtern Köln und Düsseldorf ab.

## Laufbahn
Im Anschluss trat Freitag in den Auswärtigen Dienst und fand nach Abschluss der Laufbahnprüfung für den Höheren Dienst 1987 Verwendung an der Botschaft in Honduras. 1989 legte er seine Promotion an der Universität Passau nach Forschungsaufenthalten an der Ludwig-Maximilians-Universität München mit einer Dissertation zum Thema Rechtsschutz der Einwohner Berlins gegen hoheitliche Akte der Besatzungsbehörden gemäss Art. 6 Abs. 1 EMRK ab. Danach fand er Verwendungen im Auswärtigen Amt in Bonn, wo er erst Mitarbeiter im Referat für Grundsatzfragen der Verteidigungs- und Sicherheitspolitik und danach Persönlicher Referent im Büro der Staatsminister war. Im Anschluss wurde er 1992 Referent für Politik an der Botschaft in den Vereinigten Staaten, ehe er danach von 1995 bis 1997 stellvertretender Sprecher des Auswärtigen Amtes war. 1997 erfolgte seine Berufung zum Leiter des Verbindungsbüros bei der Palästinensischen Autonomiebehörde in Ramallah.
2001 kehrte er ins Auswärtige Amt zurück und war dort zuerst Leiter für Grundsatzfragen der Verteidigungs- und Sicherheitspolitik und dann Leiter des Sonderstabs Irak, ehe er zuletzt Beauftragter für Nah- und Mittelostpolitik war. 2007 wurde er für ein Jahr Visiting Fellow bei der Brookings Institution, einer in Washington, D.C. ansässigen Denkfabrik, sowie im Anschluss von 2008 bis 2011 Generalkonsul in New York City. Im Juli 2011 wurde er als Nachfolger von Dieter W. Haller, der wiederum Botschafter in Saudi-Arabien wurde, neuer Botschafter in Südafrika. Seit 2015 leitet er die Akademie Auswärtiger Dienst, die Aus- und Fortbildungsstätte des Auswärtigen Amts.